# Oprøret i bjergene
Oprøret i bjergene (russisk: Великий воин Албании Скандербег) er en sovjetisk-albansk film fra 1954 af Sergej Jutkevitj.

## Medvirkende
- Akaki Khorava som Gjergj Kastrioti / Skanderbeg
- Besa Imami som Donika Kastrioti
- Adivie Alibali som Mamica
- Semjon Sokolovskij som Hamza Kastrioti
- Veriko Andjaparidze som Voisava Kastrioti